# Комлев, Матвей Кондратьевич
Матвей Кондратьевич Комлев - советский хозяйственный, государственный и политический деятель, Герой Социалистического Труда. 

## Биография
Родился в 1910 году в деревне Сухое Тюкалинского уезда.
С 1920 года - на хозяйственной, общественной и политической работе. В 1920-1968 гг. — пастух, батрак в богатых семьях, вступил в колхоз «Смычка» Любинского района Западно-Сибирского края, комбайнер Северной машинно-тракторной станции, бригадир тракторной бригады высокой культуры земледелия Любинского района Омской области.
Указом Президиума Верховного Совета СССР от 27 апреля 1951 года присвоено звание Героя Социалистического Труда с вручением ордена Ленина и золотой медали «Серп и Молот».
Избирался депутатом Верховного Совета РСФСР 2-го, 3-го, 4-го созывов.
Умер в Любинском в 1986 году.